# Avril 1876

## Événements
- Japon : révolte des paysans japonais déçus par les orientations de la réforme foncière qui consolident la couche des propriétaires fonciers au détriment des couches subalternes.
- Chine : ouverture de la  liaison ferroviaire Shanghai-Wusong, par Jardine Matheson & Co. Elle est confisquée par les autorités chinoises qui entreprennent de la démanteler.

- 1er avril (Brésil) : Benjamin Constant Botelho de Magalhães crée la première association positiviste, inspirée par Auguste Comte. Le positivisme donnera sa devise (Ordem e Progresso) au Brésil.
- 3 avril (Portugal) : fondation du parti républicain lors de l’élection du Directoire républicain démocratique. Fusion des deux courants libéraux dans le parti progressiste.
- 10 avril : création, au Portugal, de l'établissement bancaire public Caixa geral de depósitos.
- 11 avril : insurrection dans l'oasis d’El-Amri, à 48 km au sud-ouest de Biskra en Algérie, facilement réprimée.
- 12 avril, Canada : création du District de Keewatin enlevé aux Territoires du Nord-Ouest.
- 20 avril : soulèvement de patriotes en Bulgarie, réprimé dans le sang par les Turcs.

## Naissances
- 3 avril : Margaret Anglin, comédienne.
- 4 avril : Maurice de Vlaminck, peintre français.
- 8 avril : Augusto Alvaro da Silva, cardinal brésilien († 14 août 1968).

## Décès
- 5 avril : Élisabeth Bruyère, sœur religieuse et fondatrice des sœurs grises d'Ottawa.
- 27 avril : Adèle Clerget, artiste peintre et lithographe française.